# Vlag van Boston

Vlag van Boston

De vlag van Boston is de officiële vlag van de stad Boston. De vlag bestaat uit een hemelsblauw veld en het zegel van de stad Boston in het midden. De vlag wordt soms gevlogen in een donkerdere tint blauw, meer turquoise. De verhoudingen van de vlag zijn 7:10.
De vlag werd in 1913 voorgesteld door het Columbusdag-comité, maar werd pas in 1917 aangenomen.